# Charles D'Ambrosio

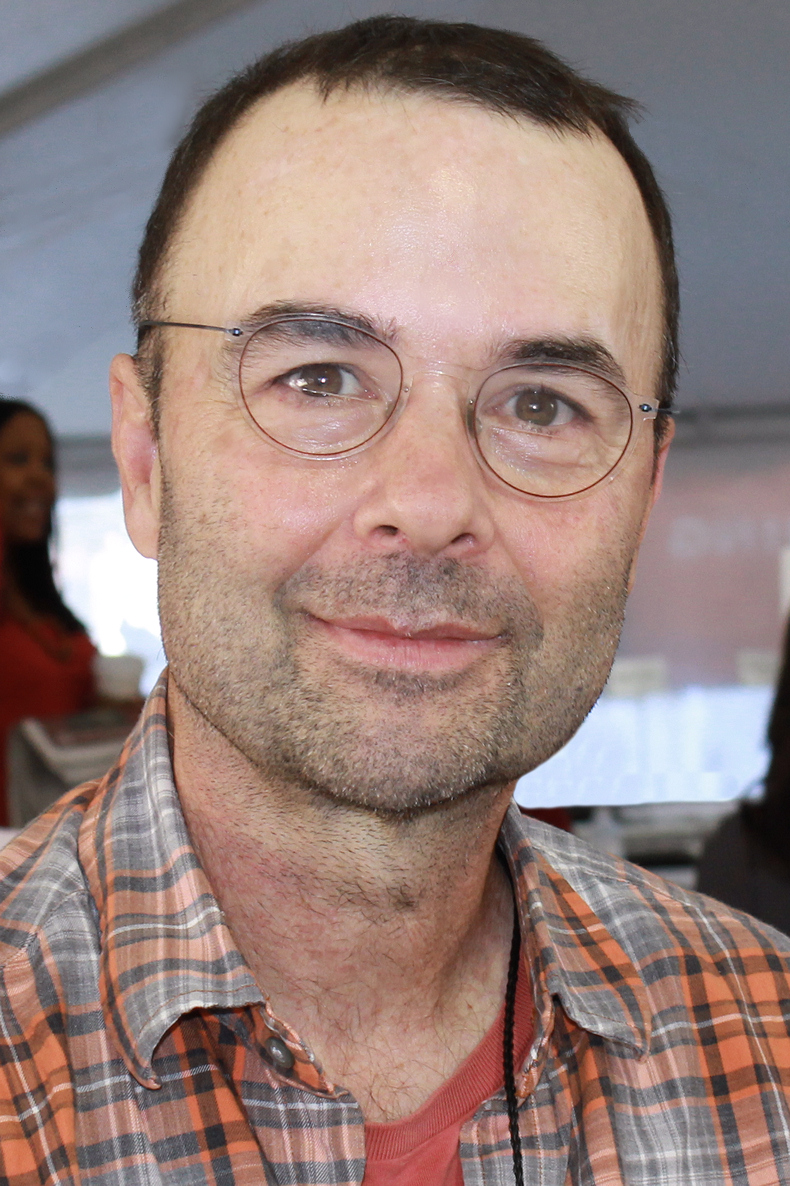
Charles D'Ambrosio

Charles D'Ambrosio (Seattle, 1958) is een Amerikaanse schrijver van korte verhalen en essays.
D'Ambrosio groeide op in Seattle, Washington, maar woont tegenwoordig in Portland, Oregon. Vele van zijn verhalen verschenen in gerenommeerde bladen als The New Yorker. 
Hij heeft twee verhalenbundels gepubliceerd, The Point (1995) en The Dead Fish Museum (2006). Deze laatste is onlangs, april 2011,  in het Nederlands uitgegeven onder de titel Het dodevissenmuseum bij Uitgeverij Karaat. Verder publiceerde hij een essaybundel, getiteld Orphans (2005).
- Bibliothèque nationale de France: cb135444428 (data)
- International Standard Name Identifier: 0000 0000 6654 9291
- Library of Congress Control Number: n94091495
- Nationale Bibliotheek van Tsjechië: xx0197591
- Nederlandse Thesaurus van Auteursnamen: 142778869
- Système universitaire de documentation: 050761013
- Virtual International Authority File: 61709569
- WorldCat: E39PBJcWvmR7ffmgv6VmhXTGpP